# Jutta Ploch
Jutta Ploch (Weißenfels, 13 januari 1960) is een voormalig Oost-Duits roeister.
Ploch werd in 1980 olympisch kampioen met de Oost-Duitse dubbel-vier-met-stuurvrouw. In 1981 en 1982 won Ploch op de wereldkampioenschappen de zilveren medaille in de dubbel-vier-met-stuurvrouw. Ploch werd in 1983 samen met Martina Schröter wereldkampioen in de dubbel-twee. Aan de Olympische Zomerspelen 1984 in het Amerikaanse Los Angeles kon Ploch niet deelnemen vanwege de boycot door het Oostblok.

## Resultaten

### Olympische Zomerspelen
| Jaar | Plaats | Resultaten                       |
| ---- | ------ | -------------------------------- |
| 1980 | Moskou | in de dubbel-vier-met-stuurvrouw |

### Wereldkampioenschappen roeien
| Jaar | Plaats   | Resultaten                       |
| ---- | -------- | -------------------------------- |
| 1981 | München  | in de dubbel-vier-met-stuurvrouw |
| 1982 | Luzern   | in de dubbel-vier-met-stuurvrouw |
| 1983 | Duisburg | in de dubbel-twee                |

1976: Anke Borchmann & Jutta Lau & Viola Poley & Roswietha Zobelt & Liane Weigelt ·
1980: Sybille Reinhardt & Jutta Ploch & Jutta Lau & Roswietha Zobelt & Liane Buhr·
1984: Maricica Țăran & Anișoara Sorohan & Ioana Badea & Sofia Corban & Ecaterina Oancia